# Indeni
Indeni er en dansk eksperimentalfilm fra 1973 med instruktion og manuskript af Ole John.

## Handling
Et filmisk eksperiment, som bevæger sig i flere planer. Fire personer gennemspiller et menneskeligt forløb, set med hvide silhouetter på sort bund. 'Indeni' dem - eller bag dem - udspilles et andet forløb, støttet og modsagt af lydsiden.